# جيف كروس (كرة سلة)
جيف كروس (بالإنجليزية: Jeff Cross)‏ مواليد 1 سبتمبر 1961 في شيكاغو، هو لاعب كرة سلة أمريكي سابق. تم اختياره من قبل فريق دالاس مافيريكس خلال الدرافت. يبلغ طوله 6 قدم 10 بوصة (2.1 م). أحرز خلال مسيرته في الإن بي إيه 26 نقطة بمعدل نقطة في المباراة الواحدة. لعب مع بالونكيستو مالقا ولوس أنجلوس كليبرز.

## روابط خارجية
- جيف كروس على موقع إن بي أي (الإنجليزية)
- جيف كروس على موقع سبورتس رفرنس (الإنجليزية)
- جيف كروس على موقع الدوري الإسباني لكرة السلة (الإسبانية)
- جيف كروس على موقع كلية كرة السلة في سبورتس رفرنس.كوم (الإنجليزية)
- جيف كروس على موقع ريلجم (الإنجليزية)
- جيف كروس على موقع بروبوليرز (الإنجليزية)
- جيف كروس على موقع سبورتس رفرنس (الإنجليزية)